# 吳崧 (嘉靖進士)
吳崧（1516年—？），字中望，雲南永昌衛軍籍浙江嘉興縣人，明朝政治人物。

## 生平
嘉靖二十五年（1546年）丙午科雲南鄉試第九名舉人。嘉靖二十九年（1550年）中式庚戌科會試第三百二十名，登第二甲第七十六名進士。官至福州府知府。

## 家族
曾祖吳誠；祖父吳曆；父吳蘭，母華氏。严侍下。弟吴崇、吴岐、吴巖。